# هانز زيغلارسكي
هانز زيغلارسكي (16 أكتوبر 1905 – 12 فبراير 1975) هو ملاكم ألماني راحل، مثّل بلاده في الألعاب الأولمبية الصيفية في دورتي 1928 و1932.

## روابط خارجية
هانز زيغلارسكي على موقع أوليمبيديا (الإنجليزية)